# Перо Зубац
Перо Зубац (Невесиње, 30. мај 1945) српски је и југословенски књижевник, преводилац, сценариста и новинар.
Аутор је више од педесет књига поезије и двадесет антологија југословенског и светског песништва. Члан је Удружења новинара Србије, Друштва књижевника Војводине и Удружења књижевника Србије, у којем је једно време био и потпредседник. Почасни је члан оснивач Удружења за културу, уметност и међународну сарадњу „Адлигат”, где се налази и његов легат.

## Биографија
У родном месту завршио је основну школу, а експерименталну гимназију похађао је у Лиштици и Зрењанину. Након завршене гимназије уписао је књижевност југословенских народа на Филозофском факултету Универзитета у Новом Саду.
Током своје богате и разноврсне каријере бавио се, између осталог, књижевношћу, новинарством, уредништвом, сценаристиком, менторским и преводилачким радом.

### Књижевност
Као књижевник и песник, први пут је запажен крајем своје деветнаесте године, када је објавио „Мостарске кише”, љубавну поему која важи за једну од најлепших на српским просторима. Током свог вишедеценијског књижевног рада, Зубац је објавио 50 књига поезије, као и 20 књига песама за децу, једну књигу есеја („Ти дани“, Стражилово, Нови Сад, 1976), лирску студију о Ленки Дунђерској, три књиге пародија на југословенско песништво („Пантологија нова”, „Смејуљци”, „Перодије”), али и 16 антологија југословенског и страног песништва. Објавио је више текстова о југословенској периодици на теме из совјетске и руске уметности.
На стране језике преведено му је 8 књига (две књиге на македонски, две на албански, једна на мађарски, једна на италијански, једна на шпански и једна на румунски језик), а његове песме превођене су на двадесет светских језика. Поему „Мостарске кише”, у преводу Ирине Чивалихине, објавио је московски часопис Работница у тиражу од чак 19.750.000 примерака. Зубац се и сам бавио преводилачким радом, а песме је преводио са руског, мађарског, македонског и словеначког језика, и препевао са турског, холандског и немачког језика.
Његова поезија налази се у десетак страних и преко три стотине домаћих антологија песника и песништва за децу. Осим тога, заступљен је у читанкама и лектири у Србији, Хрватској, Црној Гори и Босни и Херцеговини.
На његове стихове компоновано је више кантата, соло песама, ораторијума, а за стихове је добио најзначајније награде на југословенским фестивалима у Опатији, Београду, Подгорици, Нишу, Доњем Милановцу, Панчеву, Рожајама и Никшићу.
Осам година био је ментор најталентованијих литерата у Војводини у Центру за таленте Републике Србије.
Он је 2025. написао песму „Мостар и ја“. Са овом песмом Зубац кзаокружује своју поетску причу о овом граду.

### Новинарство
Перо Зубац је, као новинар, имао своје колумне и фељтоне у часописима Борба и Наша Борба (Београд), Побједа (Подгорица), Свету, Уни и Недељи (Сарајево), Оку (Загреб), Парадоксу, (Загреб), Дневнику (Нови Сад), Полету (Загреб), Раду (Београд), Гласу омладине (Нови Сад), НС недељнику (Нови Сад), Слободној Далмацији (Сплит) и Суботичким новинама (Суботица).
Био је главни уредник студентског листа Индекс, главни и одговорни уредник часописа за културу Поља у Новом Саду, уредник загребачке ревије Полет, уредник скопске Мисле, часописа Детињство Змајевих дечјих игара и часописа за дјецу Витез из Београда, али и сарадник бројних југословенских ревија, часописа и листова. Тренутно је уредник неколико едиција издавачке куће „Српска књига М“ из Руме и члан редакције часописа за културу „Кровови“ у Сремским Карловцима.

### Сценаристика
Као телевизијски аутор и уредник, Зубац је написао и реализовао преко четири стотине сценарија за документарне, музичке, забавне, уметничке и емисије за децу и младе. Био је запослен на Телевизији Нови Сад више од тридесет година, а у Радио-телевизији Србије био је главни и одговорни уредник Културно-уметничког програма, уредник програма за децу и младе, координатор Програма за децу, као и помоћник главног и одговорног уредника Забавно-рекреативног и спортског програма. Био је и уредник популарних југословенских серијала за децу „Музички тобоган” и „Фазони и форе”, као и серије класичне музике Радио-телевизије Србије „Хармонија сфера“. У овим медијским кућама радио је све до пензионисања 2008. године.
Написао је сценарија за 8 документарних филмова за „Неопланта филм“ Нови Сад и целовечерњи филм „Центар филма” из Београда о Јовану Јовановићу Змају. Написао је сценарио и играо наратора у документарно-играном филму „Доба Дунђерских” у производњи „Кошутњак филма" из Београда који је премијерно приказан у Новом Саду јуна 2014. године.Такође, аутор је и коаутор бројних мултимедијалних спектакала (Дани младости, логорске ватре, отварања олимпијских такмичења).
За сценарио филма Кароља Вишека „Пинки” добио је Златну повељу међународног Београдског фестивала документарног и краткометражног филма.

### Чланства
Седамдесетих година двадесетог века Зубац је био, у два четверогодишња мандата, члан Извршног одбора Републичке заједнице културе. Члан је Удружења новинара Србије, Друштва књижевника Војводине и Удружења књижевника Србије, у којем је једно време био и потпредседник, а од 2003. године је редовни члан Академије природних и хуманитарних наука Кнежева Шчербатових, Москва, Руска Федерација. У августу 2013. године изабран је за дописног члана Војвођанске академије наука и уметности (ВАНУ). Центар за мир и мултиетничку сарадњу Мостар изабрао га је 2005. године за почасног члана Центра. Такође, почасни је члан оснивач Удружења за културу, уметност и међународну сарадњу „Адлигат”, у којем се налази и његов легат. Изабран је за почасног члана БХААС-а 2021. године,  за редовног члана Словенске академије 2022. и 2024. за редовног члана ВАНУ.
Тренутно живи и ствара у Новом Саду.

## Легат Пере Зупца
Перо Зубац један је од првих људи који су подржавали оснивање Удружења за културу, уметност и међународну сарадњу „Адлигат” у Београду, где је уједно и почасни члан оснивач, као и члан Извршног савета. У Удружењу је формирао и свој легат, поклонивши бројне књиге и предмете, укључујући и велики број издања са посветама, као и значајну колекцију књижевне периодике и рукописа. У више наврата потписивао је књиге за Збирку посвета које је формирало Удружење, а у којој се данас укупно налази више од 50.000 посвета.

## Награде и признања
Добитник је бројних награда међу којима су:
- „Награда пунолетства” ОК ССО Нови Сад
- „Горанов вијенац”
- „Горанова плакета” за књижевност за дјецу
- Награда „Јован Поповић”
- Награда „Жарко Васиљев”
- Октобарска награда Новог Сада
- Повеља Новог Сада
- Награда ослобођења Мостара
- Златна плакета града Вуковара
- Велика повеља града Краљева
- Награда ослобођења Кикинде
- „Златна кап сунца Мостара”
- „Стражилово”
- „Змајев штап”
- Награда Сремских Карловаца
- „Павле Адамов”
- Годишња награда Радио Београда
- Награда „Змајевих дечјих игара” за књижевност за децу
- Награда „Стара маслина” за књижевност за децу
- „Гашино перо”, за животно дело у књижевности за децу
- „Златни кључић” Смедеревске песничке јесени за књижевност за децу
- Златна чаша манифестације „Чаша воде са извора”
- Награда ослобођења Војводине
- Повеља Путић
- Сретењски одрен другог степена Републике Србије[7]
- Повеља Удружење књижевника Србије за животно дело[8]
- Почасни је грађанин српских села Мрчајеваца, Паноније и Крчедина.
- Повеља Удружења књижевника Србије[9]
- Награда Раша Попов за изузетан допринос у стваралаштву за децу

## Дела (библиографија)
| - Тишина говори о људима (са М. Миленковић Шум, В. Туцић, С. Митић, М. Павлов), Клуб младих писаца, Зрењанин, 1964. - Неверморе, Матица српска, Нови Сад, 1967. - Разговори са Господином, Културни центар Радничког универзитета, Нови Сад, 1971. - Хоћу: нећу, песме за децу, Општинска заједница културе и Друштво књижевних стваралаца Зрењанин, 1972. - Триптих (са М. Антић, М. Настасијевић), Општинска заједница културе, Нови Сад, 1973. - Закаснела писма, „Стражилово”, Нови Сад, 1973. - Мостарске кише, Раднички универзитет „Радивој Ћирпанов“, Нови Сад, 1974. - Разлог благости. „Братство-јединство”, Нови Сад, 1975. - Узморје, Матица српска Нови Сад, 1978. - Тито је наш друг, „Дечје новине” Горњи Милановац, 1979. - Што се Дарја на ме љути, песме за децу, „Јеж”, Београд, 1979, 1980. друго издање, - Неко други, Градска библиотека „Жарко Зрењанин“, Зрењанин, 1980 - Љувене, „Мостарска комуна”, Мостар, 1980. - Отворени сан, „Минерва”, Суботица- Београд, 1980. - Сан им чува историја, поема за крагујевачки Велики школски час, Спомен парк Крагујевачки октобар, Крагујевац, 1980. - Мостарске кише и неко друго море, избор и поговор Мирослав Антић, „Младост”, Загреб, 1980, 1981. друго издање, - Писма поверљива, песме за децу, „Јеж”, Београд, 1981. - Тито је наш друг, „Веселин Маслеша” Сарајево, 1982. - Рам за слику лета, „Младост”, Загреб, 1983. - Вуковарски успоменар, поема за светилиште у Дудику, „ОК ССРНХ Вуковар”, 1984. - Да не чује неко, песме за децу, Детињство, „Дневник”, Нови Сад, 1984. - Дечје срце, песме за децу, Градска народна библиотека „Жарко Зрењанин“, Зрењанин, 1984. - Мирис бејтурана, „БИГЗ”, Београд, 1984. - Перо Зубац о…, песме за децу, Градска библиотека Зрењанин, 1985. - Постоји ватра, поема за светилиште у Сремској Митровици, Сремске новине Сремска Митровица, 1985. - Песмар, Знање, Загреб, 1986, Подешавање чула, Форум маркетпринт, Нови Сад, 1988. - Душа дечја, песме за децу, Зрински, Чаковец, Црвена звезда-Агенција, Београд, 1989. - Доба киша. Зрински, Чаковец, Црвена звезда – Агенција Београд, 1989. - Књига шутње, Зрински Чаковец, Црвена звезда – Агенција, Београд, 1989. - Кише, „Белетра”, Београд, 1989. - Мостарске кише или жеђ за југом, „Дневник”, Нови Сад, 1989. - Ноктурно, Зрински Чаковец, Црвена звезда – Агенција, Београд, 1989. - Сат срца, Зрински, Чаковец, Црвена звезда- Агенција, Београд, 1989. - У модром врту, Зрински Чаковец, Црвена звезда – Агенција, Београд, 1989. - А шта ћу ја, песме за децу, Драган Лаковић, Сараорци, 1991. - Мостарске кише и нове песме, „Белетра”, Београд, 1993. - Породична вечера, „Унирекс”, Никшић, 1993. - Деца расту као куће, песме за децу, „Унирекс”, Подгорица, 1996. - Деца могу немогуће, песме за децу, „Унирекс”, Подгорица, 1996. - Буди пријатељ ветру, песме за децу и избор фотографија, „Дечја литература”, Београд, 1996. - Змајевци, песме за децу, „Слово”, Врбас, 1997. - Ово сам ја, „БМГ”, Београд, 1997. - Лет изнад детињства, избор из поезије за децу, „Смедеревска песничка јесен”, Смедерево, 1998. - Не шаљи кишу, избор из поезије, „КЗ В. Мијушковић”, Никшић, „Октоих”, Подгорица, „Либертас”, Бијело Поље, 1999. - Птице у грудима, песме за децу, „Српска књига” Рума и „Нолит” Београд, 2001. - Тамне риме, „Чигоја”, Београд, 2001. - Мостарске кише, изабране песме, „Српска књига”, Рума, 2002. - Молитва за Слађану Ђорђевић, „Стојков”, Нови Сад,2002. - Песме из шездесетих, „Stylos”, Нови Сад, 2003. - Песме из седамдесетих, „Stylos”, Нови Сад, 2003. - Песме из осамдесетих, „Stylos”, Нови Сад, 2003. - Песме из деведесетих, „Stylos”, Нови Сад, 2003. - Нове песме, „Stylos”, Нови Сад, 2003. - Како се расте, избор песама за децу сачинио Милутин Ж. Павлов, „Портал”, Београд, 2004 - Најлепше песме Пера Зубца у избору др Драшка Ређепа, „Просвета” Београд, 2004. - Баштовите песме, „Српска књига”, Рума, 2004. - Разлог благости, избор из поезије, сачинио Селимир Радуловић, „Орпхеус”, Нови Сад, 2005. - Повратак Мостару, „Арт Рабиц”, Сарајево, 2005. - Лијепо понашање, илустровани бонтон за дјецу (препеви руског песништва за децу), „Дис”, Чачак, 2005. - Молитвеник сна, избор из поезије, сачинио Милан Гутић, „Инстел” Нови Сад и „Срска књига” Рума, 2007. - Краљевић и песник, роман за дјецу, „Bookland”, Београд, 2007. - Повратак Мостару (и Мостарске кише), са објављеним одјецима промоција у Мостару, Сарајеву и Бања Луци, „Медиа инвент”, Нови Сад, 2006. - Мостарске кише, педесет и пет љубавних и три посебне песме, избор Хаџи Драган Тодоровић, „Жиравац”, Пожега, 2007. - Мостарске кише, „Медиа инвент” Нови Сад и „Српска књига” Рума, 2006, 2008, 2009. - Мостарске кише, са новим илустрацијама, латинично издање, „Admiral book”, Београд, 2009. - Мостарске кише, песма, документи и избор текстова о поеми, „Медиа инвент”, Нови Сад, 2005, 2006, 2008, 2010. - Ленка Дунђерска, лирска студија, два издања, „Медиа инвент” Нови Сад и „Тиски цвет” Нови Сад, 2010, 2011. - Перодије, „Вук”, Лозница, 2011. - Хор бечких дечака у синагоги, избор песама у одабиру др Драшка Ређепа, „Просвета”, Београд, 2012. |  | - Мостарске кише, јубиларно издање са преводима на 14 језика, „Admiral book“, Београд, 2015. - Песмарица за Милену, песме за децу, Градска бибиотека „Жарко Зрењанин“, Зрењанин, 2016. - Гласови у тишини, песме, „Арт Рабиц“, Сарајево 2017. - Мостарске кише, избор поезије на шпанском језику у преводу Силвије Монрос Стојаковић, „Смедеревски песнички фестивал”, 2018. - Изабране песме, избор Горан Лабудовић Шарло, „ Граматик“ Београд, 2018. - Књига која се још пише, 57 песама, „Кровови”, бр. 96-100, Сремски Карловци, 2018. - Писма Д.Т. На небеску адресу, „Прометеј” – „ Инстел“ Нови Сад, 2019. - Клупко живота, „Арт Рабиц“, Сарајево, 2019. - Мостарске кише и нека друга земља, избор из поезије и прозе, приредио Милош Зубац, „Арт Рабиц” – „Микулић књиге”, Сарајево, 2020. - 20 приповедача, двадесет војвођанских приповедача, Друштво књижевних стваралаца Зрењанин, 1972. - Ромор равнице, поезија песника Војводине, Центар за културу, Зрењанин, 1974. - Војводина пева Титу, песме о Јосипу Брозу Титу војвођанских песника, „Братство јединство”, Нови Сад, 1977. - Слово љубве, српско љубавно песништво, „БМГ”, Београд, 1987. - Узалуд је будим, српско љубавно песништво, „БМГ”, Београд, 1987. - Похвала љубави, српско љубавно песништво, „БМГ”, Београд, 1987. - Велика тајна, српско љубавно песништво, „БМГ”, Београд, 1987. - Пелуд света, српско љубавно песништво, „БМГ”, Београд, 1987. - Као да сам те сањао, антологија светске љубавне поезије, Градска библиотека, Зрењанин, 1988. - Птица детињства, српска поезија за децу, „Јефимија”, Крагујевац, 1997. - Златни стихови, најлепше поеме о љубави, „Верзал прес”, Београд, 1998. - Књига нежности, најлепше поеме о љубави светских песника, „Верзал прес”, Београд, 1999. - Међу јавом и мед сном, „Српска књига”, Рума, српско песништво 19. и 20. века, 2004. - Са оне стране дуге, антологија српског песништва за децу, српска поезија за децу и младе, „Српска књига”, Рума, 2006. - Под једном друкчијом звездом, војвођански песници о Војводини, „Српска књига”, Рума, 2008. - Кад срце засветлуца, антологија српског песништва за децу, српска поезија за децу и младе, други том, „Српска књига”, Рума, 2009. - Природопис, песме за децу, „Bookland“, Београд, 2013. - Мудбол, са Гораном Бабићем, Луком Паљетком и Владимиром Николићем, 1968. - Избацивач, ТВ драма, 1979. - Вратио се Николетина, позоришни комад, са Драганом Јерковићем и Томом Курузовићем, 2000. - Родино дете, позоришни комад за новосадско позориште „Кликер“ 2001. - Бановић Страхиња, либрето за балет Стевана Дивјаковића, 2001. - Ленка Дунђерска, либрето за оперу Мирослава Штаткића, 2001. - Милица СС, кћи брегова, либрето за камерну оперу, 2012. - Избор песама за децу за школску лектиру Десанке Максимовић „Ветрова успаванка“, Завод за уџбенике, Београд-Нови Сад, 1988. - Избор песама за децу „Златни појас“ Мирослава Антића, едиција Детињство, „Дневник”, Нови Сад, 1989. - Изабране песме Душка Трифуновића у два тома („Часна доколица“ и „Удварач на великом одмору“) са студијом о песнику, „Stylos”, Нови Сад, 2006. - Сабрана дела Милице Стојадиновић Српкиње, са студијом о песникињи, у два тома, „Логос“, Бачка Паланка, 2008. - Изабране песме за децу и младе Слободана Павићевића (Кочије вилиног коњица), „Јефимија”, Крагујевац, 2010. - Незаписани сан, са композитором Мирославом Штаткићем, изведено на Петроварадинској тврђави, - Сунчани сат, са композитором Зораном Христићем, изведено на Спомен гробљу у Краљеву, - Дунав, река многовека, по сценарију Весне Каћански, радиофонско дело Мирослава Штаткића, изведено на отварању „ТАКТОНСА”, у „Студиу М” у Новом Саду, 2012. - Мостарске кише, са Горданом Ранчић, радиофонско дело за Радио Београд. |